# منتخب أوكرانيا لكرة القدم
منتخب أوكرانيا لكرة القدم (بالأوكرانية: Збірна України з футболу) هو ممثل أوكرانيا الرسمي في رياضة كرة القدم، أُسِّس الاتحاد الأوكراني لكرة القدم في العام 1991، وانضم إلى الفيفا العام 1992. تأهلت أوكرانيا للنهائيات بسهولة وكانت أول دولة أوروبية تحصل على بطاقة التأهل في البطولة.
شاركت أوكرانيا مرة واحدة في نهائيات كأس العالم لكرة القدم عام 2006. وأربع مرات في بطولة أمم أوروبا أعوام 2012 و2016 و2020 و2024. قبل 29 أبريل 1992 كان اللاعبون الأوكران يلعبون في صفوف منتخب الاتحاد السوفييتي.

## وصلات خارجية
- قائمة بيانات المنتخب من الموقع الرسمي للفيفا باللغة العربية